# Bryocarpum himalaicum
Bryocarpum himalaicum là một loài thực vật có hoa trong họ Anh thảo. Loài này được Hook.f. & Thomson mô tả khoa học đầu tiên năm 1857.